# USS Salamaua (CVE-96)
Авіаносець «Саламауа» (англ. USS Salamaua (CVE-96)) - ескортний авіаносець США часів Другої світової війни, типу «Касабланка».

## Історія створення
Авіаносець «Саламауа» закладений 4 лютого 1944 року  на верфі Kaiser Shipyards у Ванкувері  ім'ям Anguilla  Вау, проте в процесі будівництва перейменований на «Саламауа». Спущений на воду 22 квітня 1944 року. Авіаносець вступив у стрій 26 травня 1944 року.

## Історія служби
Після вступу в стрій авіаносець брав участь в десантній операції в затоці Лінгаєн (о. Лусон, січень 1945 року). 13 січня 1945 року він був пошкоджений влучанням камікадзе, після чого був відправлений на ремонт, який тривав з лютого по березень 1945 року.
Після ремонту, у квітні 1945 року «Саламауа» забезпечував висадку десанту на Окінаву, в червні-серпні 1945 року здійснював перевезення літаків для потреб тактичної групи  TF-58/38.
5 червня 1945 року корабель отримав штормові пошкодження.
Після закінчення бойових дій корабель перевозив американських солдатів та моряків на батьківщину (операція «Magic Carpet»).
9 травня 1946 року авіаносець «Саламауа» був виведений в резерв, 1 вересня виключений зі списків флоту і наступного року зданий на злам.